# Pożar w klubie nocnym w Santa Maria
Pożar w klubie nocnym w Santa Maria – pożar, który wybuchł 27 stycznia 2013 w klubie nocnym Kiss w mieście Santa Maria w Brazylii. W wyniku pożaru śmierć poniosło 242 osoby, a 116 osób zostało rannych.
Pożar wybuchł o godzinie 2:30. Miała go spowodować raca odpalona przez członka zespołu, który dawał w klubie koncert. Od racy, ogniem zajęła się izolacja akustyczna na suficie. Wiele osób wpadło w panikę i ruszyło do jedynego w klubie wyjścia ewakuacyjnego. Wiele osób próbując dostać się do wyjścia, stratowało się nawzajem. Wiele osób zatruło się dymem. Gęsty dym, który ogarnął całe pomieszczenie, utrudniał spanikowanym ludziom odnalezienie wyjścia z budynku. Kilkadziesiąt osób udusiło się w klubowej toalecie, myląc w dymie drzwi wyjściowe z drzwiami do toalety. Strażacy, gdy przybyli na miejsce, musieli wybijać dziury w ścianach, by dostać się do wnętrza klubu i jednocześnie nie blokować ludziom wyjścia.
Prezydent Brazylii, Dilma Rousseff ogłosiła w całym kraju trzydniową żałobę narodową dla upamiętnienia ofiar pożaru. W Santa Maria, gdzie doszło do katastrofy, żałobę wydłużono do 30 dni.